# TOKYOブローカー (楠みちはる・伊藤ゆうの漫画)
『TOKYOブローカー』（トーキョーブローカー）は、1999年から2003年にかけて『週刊モーニング』にシリーズ掲載された、原作・楠みちはる、作画・伊藤ゆうの漫画。単行本は1巻（講談社モーニングKC）。全7話で、未完の作品である。
なお、楠が自ら作画も手がけた同名の漫画が、後の2004年に『週刊ヤングマガジン』にシリーズ掲載されている。以下では伊藤の作画による作品を伊藤版、楠のみによる作品を楠版と呼称するが、両者の関係については後述する。

## 概要
現代の東京を舞台に、2人のブローカーが様々な有力者たちと際どい仕事を進めて行く作品。1999年にシリーズ1と2、2000年にシリーズ3、2003年にシリーズ4がそれぞれ『週刊モーニング』に掲載された。1つのシリーズは1話から3話で構成されている。単行本にはシリーズ4の2話目までが収録されている。連載は未完であり、単行本は第1巻のみの発行で、第2巻以降は発行されていない。
後発の楠版は、本作とはストーリーや作品世界の雰囲気が大きく異なっている。

## あらすじ
現代の東京。漫画雑誌編集者・木ノ内みかは、編集長の命令で、怪しい2人のブローカー・仕黒と寺田に付き添うはめになる。土地、車、そして人間まで動かす2人の仕事に、みかは興味が尽きず、なりゆきでキャバクラ嬢まで体験することになる。さらに弟のノブまで上京してきて…。
- シリーズ1「ブローカー」：導入部分。仕黒が、立ち退かないビルのオーナーの心を動かし説得する。
- シリーズ2「いずみ屋」：仕黒が、ビル街のど真ん中で立ち退かない老婆と、その土地を狙う会社社長を仲介する。
- シリーズ3「川合」：キャバクラの管理職・川合の独立を、仕黒とみかが支援する。
- シリーズ4「恋の接客業」：みかの弟・ノブが彼女を追って上京してきた。ノブの考えの甘さを寺田が叩きなおす。

## 主な登場人物

### 主人公とその仲間
仕黒（しぐろ）
2人の主人公のうちの1人。昔は不動産ブローカー。現在は主に自動車関係のブローカー。フルネームは仕黒洸一（しぐろ こういち）のようだが1回しか呼ばれない。年齢不詳。
顔とスタイルは極めて美しく、あらゆる女性が一見で目を輝かせるほど。性格はとても落ち着きがあり、優しそうな笑顔を絶やさない。服装は、シンプルなジャケパンスタイルでノーネクタイ。
取引相手の心をつかむ行動で、困難な交渉を成功させていく。特に車の取引に関しては、あらゆる層、職種の人間から不動の評価を得ている。
寺田（てらだ）
2人の主人公のうちの1人。主に不動産関係のブローカー（地上げ屋）。
背は低くかなり太っており、頭髪は少なく、目付きは悪く色付きメガネを着用。上着は使わず、カラーシャツにネクタイ、サスペンダーで釣ったズボンで、派手で怖めの容姿。ほぼ常時喫煙している。
中学生の時に取引を覚え、以来様々なものを転売することで生きてきた生粋のブローカー。20代だった10年前（作品開始時期から計算すると1989年）はあらゆる贅沢を極めた生活をしていたという。ホストの斡旋については高い評価を得ている。一方で土地や車の取引では、いい加減で危ない仕事をするためイマイチ評判が悪い。
木ノ内みか（きのうち みか）
本作の狂言回しもつとめる準主役。出版社「コーダン社」入社2年目の漫画雑誌編集者の女性。R大卒。シリーズ3中に25歳になる。男社会の編集部で気丈を装っているが、独りになるとすぐ涙する脆い面も。
仕黒の旧友である編集長の命令で、仕黒と寺田の取材を行ううちに興味が出てきて、以後頻繁に仕黒たちに帯同することになる。ブローカー、およびその取引相手たちと関わることで、人間観、価値観が変わっていき、大人としての逞しさを身に付けていく。ノブユキという弟がいる。
ノブ - 木ノ内ノブユキ（きのうち のぶゆき）
みかの弟。18歳の大学1年生。誰からも可愛いと評されるような容姿の少年。東京に出ていった彼女を追って上京してくる。彼女の心がすでに離れていることを知り、東京で生きていく決意をする。

### 取引相手と街の人々
木元（きもと）
寺田も落とせなかった物件の地主の男性。売却を頑なに拒んでいる。
バァさん
本名不明。落ち着いた雰囲気の老女。駄菓子屋「いずみ屋」経営。安川の土地の一角から数十年間立ち退かず、安川の社屋は不自然な形状になってしまった。
安川（やすかわ）
北海道から18で単身上京し、一代で自社ビルまで建てた社長。会社のある区画の一角に陣取るバァさんを立ち退かせたいと思っている。クルマ歴は長いが、金に物を言わせるだけの軽薄なカーマニア。ポルシェを型を変えながら乗り継いでいる。
川合ヒロシ（かわい ひろし）
六本木のキャバクラ「ルーテシア」の有能なフロアー（ホステスたちの管理職）。25歳前後。惚れた女性と結婚して独立を考えている。仕黒とは知り合い。フェラーリを購入したいと思っている。
速水順（はやみ じゅん）
元・伝説のホストで、現在はホストクラブ経営者。本格的なカーマニアでジャガー、AMGなど高級車を乗り継いでいる。クルマの性質や特徴をよく理解しており、仕黒と車の話をするのが大好き。仕黒が狙っている物件のオーナー。
ガンさん
本名不明。自動車修理工場「ヤマキ自動車」の男性。容姿がジャン・レノによく似ている。仕黒の用意するワケあり車をウマく修復する。
楠瀬（くすのせ）
みかが担当している漫画家の男性。締め切りが近づくと、「もともと才能なんてなかったんだ」などと泣き言を言ったり、規定ページ数に満たないまま入稿したりして、みかを困らせる。
描いている漫画の原稿に、『シャコタン☆ブギ』のキャラクターが描かれているシーンがある。

## 備考
- 掲載時の楠の作品と同様、台詞の語尾や名詞が片仮名表記される傾向がある（「仕黒サンに言いたいコトが」「～ワケじゃないヨ」等）。
- ホストクラブ、キャバクラが頻繁に登場する関係で、女性のサブキャラクターが多い。ファッションや化粧は掲載時の流行のものにあわせており、多種多様である。いっぽう男性キャラクターの服や髪型は、掲載時の楠の作品と同じ傾向（ジャケパンスタイルにワンアクセサリー）が見られる。
- 楠みちはるは、伊藤ゆうの夫である。

## 単行本
1. ISBN 4-06-328880-3 2003年4月22日 第1刷